# Michel Polacco
Cet article possède un paronyme, voir Michel Polac.
 (juillet 2022).
Michel Polacco, né le 12 novembre 1948 dans le 13earrondissement de Paris, est un journaliste français.

## Biographie
Il a commencé sa carrière en 1966, comme journaliste à Inter Services Jeunes, à France Inter, puis effectué un bref passage au service des prévisions d'Émile Dana. Ensuite il est passé par la presse écrite : L'Aurore (Les Coulisses de Paris), France-Soir (Les Potins de la Commère), Détective (deux ans), Ici Paris (trois mois) puis est ensuite entré à la télévision française (ORTF) comme reporter et présentateur du journal télévisé (mars 1969 Rouen, hiver 1969-1970 station de Grenoble, avant d'être appelé à Information Première (future TF1) avec Pierre Desgraupes et Joseph Pasteur. 
Comptant parmi les trois premiers journalistes choisis par Pierre Codou et Jean Garretto pour créer la nouvelle Radio FIP (France Inter Paris), il a ensuite travaillé pour France Inter comme reporter avant d'être appelé à Europe no 1 en 1972, où il est resté sept ans. Il y a tenu la rubrique médicale aux côtés du « Docteur Europe » (Pierre Herman) puis la rubrique aéronautique, en plus de ses activités de reporter, puis de reporter politique (suivi de campagne de Valéry Giscard d'Estaing en 1974, de Michel d'Ornano à la mairie de Paris en 1977), puis chef des reportages.
Rappelé à France Inter en 1979, il s'est, en plus du reportage et du grand reportage, spécialisé dans les questions d'aéronautique et de défense, étant lui-même pilote d'avions et d'hélicoptères, avec des licences professionnelles, qualifié pour le vol aux instruments (IR) et comme instructeur et examinateur d'État (FE, Flight Examinateur). Il a participé également après avoir démissionné de la radio, à la création de la société d'aviation d'affaires Leader Jet Service au Bourget pendant un intermède de trois mois, devenue Leader-Unijet. Puis il retourne à France Inter. 
Auditeur de la 38e session nationale de l'IHEDN, puis de la première session européenne de défense de l'IHEDN, il a occupé les fonctions de rédacteur en chef de France Inter, de secrétaire général de l'information de Radio France de 1996 à 1998.
Après avoir créé et dirigé à partir de 1998 Radio France Multimédia et Radio France Mobiles, et lancé tous les sites (près de 1 000) de Radio France et de ses stations, ainsi que les premières WebRadios (le Livre, le Goût, les Revues de Presse, L'Euro, les Jeux de Sydney, etc.), il est nommé directeur de France Info par le président de Radio France Jean-Marie Cavada, poste qu'il occupe de 2002 à 2007. 
Il est écarté de ce poste par le successeur de Jean-Marie Cavada, Jean-Paul Cluzel, et devient directeur auprès du président, chargé de la prospective du groupe Radio France. 
À compter du 1er juillet 2008, à la suite du départ à la retraite de Gilles Schneider, il est à nouveau nommé secrétaire général de l'information du groupe Radio France. À ce titre, il coordonne les activités, équipes et moyens communs des rédactions de Radio France, dirige les unités et rédactions communes (FIP, Trafic (création du PC mobilité de Radio France), bureaux de province), les ESP (envoyés spéciaux permanents à l'étranger), veille au respect du pluralisme sur les antennes en relation avec le CSA et assume la responsabilité de Sophia, programme de Radio France pour les radios associatives ainsi que de 107.7 FM (jusqu'en 2014), la radio produite en sous-traitance pour la SANEF.
Chaque dimanche pendant 14 ans, dans Le Sens de l'info qu'il a créé en tant que directeur, Michel Polacco a réalisé une chronique sur l'actualité vue avec du recul avec le philosophe et académicien français Michel Serres pour France Info (sept puis cinq minutes, diffusée à sept puis cinq reprises pendant la journée). 
Michel Polacco est également l'auteur de nombreux ouvrages sur l'aviation, l'espace et les nouvelles technologies. Il intervient occasionnellement sur les chaînes du groupe Radio France ainsi que sur les chaînes de télévision sur les sujets de ses spécialités, sur France 5 (C'est dans l'air), CI>Télé devenue Cnews, LCI, France 2, France 24 et Canal+.
Fin novembre 2018, Michel Polacco quitte Radio France pour prendre sa retraite de la radio de service public mais poursuit ses activités en tant que consultant et sur son blog. Il publie deux fois par mois des chroniques éditoriales sur le site spécialisé aeromorning.com.

## Distinctions
- 2004 :  Chevalier de la Légion d'honneur[réf. nécessaire]
- 1991 : titulaire de la médaille de l'Aéronautique[réf. nécessaire]
- Médaille de Radio France, médaille de la DGAC, médaille de l'aéro-club Hispano Suiza, médaille de l'aéro-club de France[réf. nécessaire]

## Publications
- À bord des avions d'aujourd'hui, illustré Guy Michel, Fernand Nathan Éditeur. Versions : anglaise, allemande, grecque, chinoise, etc., 1990  (ISBN 978-2092044223).
- Hispano Suiza : le futur a sa légende, Le Cherche midi, 1993  (ISBN 978-2862742717).
- Le Tour du Monde en 48 heures. À bord du World Ranger, avec Gérard Guyot, Le Cherche midi, français et anglais, 1993  (ISBN 978-2862742984).
- Concorde, Le Cherche midi, 1996/1998/2000/2002.
- Vaincre sa peur en avion, avec Marie Claude Dentan et Noel Chevrier, Denoël, 1997  (ISBN 978-2207246276). Réédité Comment ne plus avoir peur en avion, 2005, Le Cherche midi et Livre de Poche  (ISBN 978-2253016328).
- Michel Polacco et Michel Fraile, A 380, Hachette Livre/Le Chêne E/P/A, 2007  (ISBN 978-2851200822).
- L'aviation autrefois, Hoëbeke, 2007  (ISBN 978-2842302993).
- La conquête spatiale pour les nuls, First édition, 2009  (ISBN 978-2754011433).
- L'aventure A380, ouvrage de 2007, augmenté et ré-actualisé en 2017, Hachette/Le Chêne E/P/A  (ISBN 978-2851206534).
- Une brève Histoire de l'Aviation, Éditions du 81 (Jean-Claude Béhar), 2014, 160 p.  (ISBN 978-2-9155-4346-9).
- Drones, l'aviation de demain ?, Éditions Privat, 2014 (réédité 2016), 144 p.  (ISBN 978-2-7089-9251-1).
- ATR, nouveaux horizons, Privat, 2017 (français, anglais et italien)  (ISBN 978-2708992733).
- Crash, Pourquoi des avions s'écrasent-ils encore ?, EPA/Le Chêne, novembre 2017  (ISBN 978-2851209146).
- L'Histoire de l'Aviation, Éditions Gründ, décembre 2019, Carl Warner et Stephen Woolford, édition en français mise à jour avec Gérard Feldzer  (ISBN 978-2-324-02514-3).
- De Bonnes Nouvelles, recueil des chroniques réalisées avec Michel Serres entre 2004 et 2018, Éditions Le Pommier, janvier 2021.